# Аэромобильность
Аэромобильность (от аэро- и лат. mobilis — подвижный) — военный термин, обозначающий способность сухопутных войск к использованию воздушного пространства и к манёврам по воздуху непосредственно при решении боевых задач.

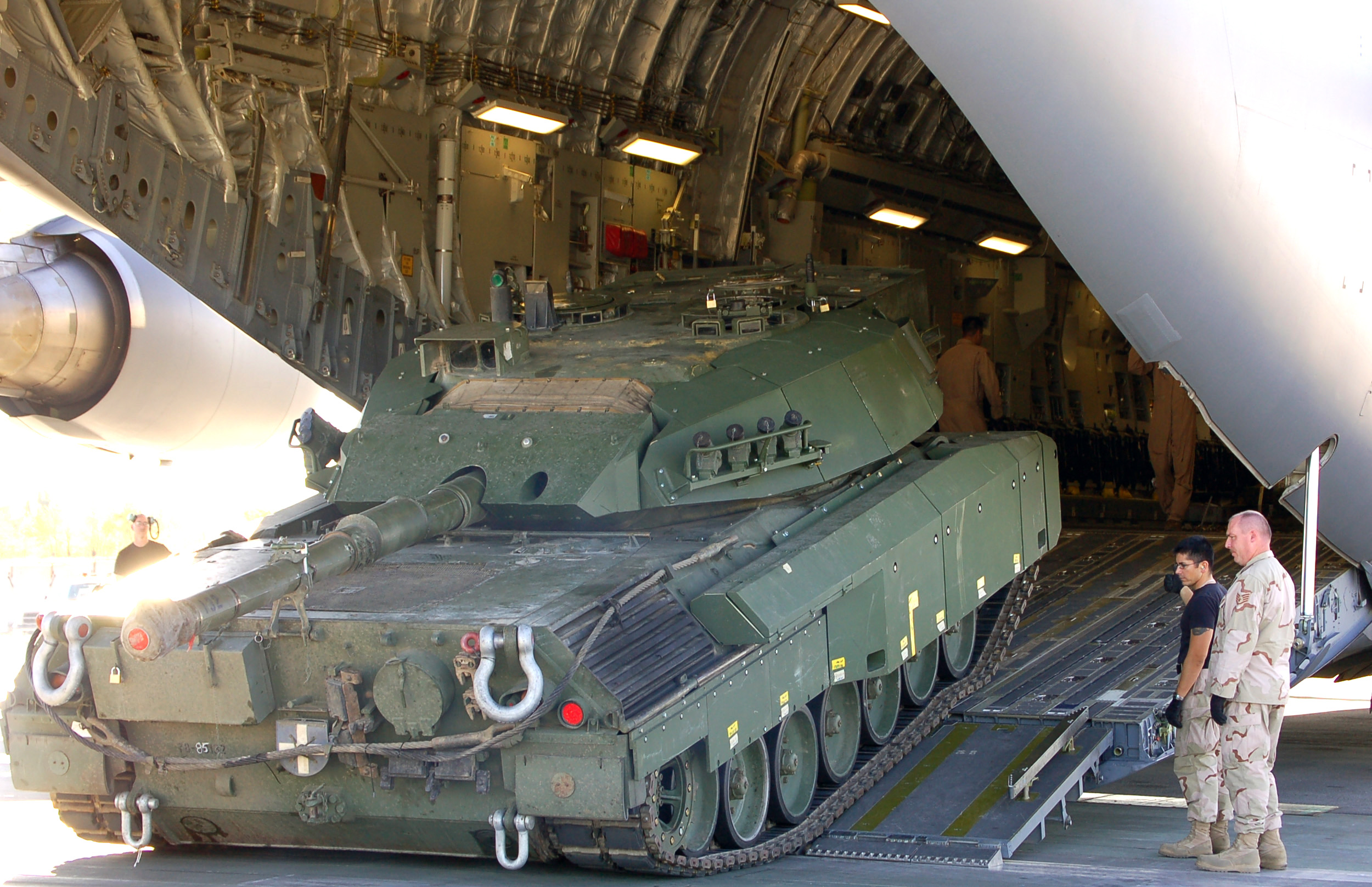
Погрузка танка «Леопард» канадской армии на самолёт C-17 Globemaster III на авиабазе «Манас» (Киргизия) для отправки в Афганистан, октябрь 2006 года

Считается, что аэромобильность является фундаментальной основой для осуществления концепции воздушно-наземной операции предоставляя войскам целый ряд решающих преимуществ, а именно:
- повышая манёвренность, подвижность, скорость переброски,
- позволяя действовать на любой местности,
- способствуя нанесению внезапных ударов с воздуха[1].

Преимущества аэромобильности использовались, начиная со Второй мировой войны, в виде организации воздушных десантов и транспортировки отдельных частей по воздуху. 
В дальнейшем, с развитием оружия массового поражения, аэромобильность всех родов войск стала рассматриваться как ключевая предпосылка для ликвидации разрыва между возросшей огневой мощью войсковых соединений, их быстродействием и дальнобойностью средств поражения с одной стороны, а с другой — невысокой способностью фронтовых частей использовать результаты ядерных и огневых ударов по обороне противника и его тыловым объектам.